# Marosa di Giorgio
María Rosa di Giorgio Médici (Salto, 16 de junio de 1932 - Montevideo, 17 de agosto de 2004) fue una escritora uruguaya que desarrolló una prosa sumamente inusual y sin precedentes en la historia literaria de su país.

## Biografía
Descendiente de inmigrantes italianos y vascos que fundaron quintas en zonas rurales del Uruguay, sus padres fueron Giorgio y Clementina Médici. Marosa di Giorgio comenzó a publicar en la década de 1950. En los dos tomos de Los papeles salvajes (1989 y 1991) recopiló sus poemas publicados hasta entonces.
El extenso Diamelas a Clementina Médici (2000), estuvo inspirado en la muerte de su madre. Sus textos narrativos eróticos son: Misales (1993), Camino de las pedrerías (1997), y Reina Amelia (1999). Su obra, que recibió numerosos premios, ha sido traducida al inglés, francés, portugués e italiano.
En su obra, un canto a la naturaleza y a sus mutaciones, la mitología es una constante. Es una de las voces poéticas más singulares de Latinoamérica. Su estilo experimental y el erotismo salvaje de sus textos, en los que arma un lenguaje propio explorando la naturaleza, los mitos en torno de ella, los cuerpos y el cambio, escandalizaron y sedujeron a sus contemporáneos por igual.
En sus recitales poéticos ―muchos de ellos reproducidos en casetes y otros formatos― demostraba una capacidad interpretativa sui géneris, en la que se entremezclaban emociones como el miedo, la sorpresa, el desasosiego y el deseo, siempre con una voz trémula y delicada.
En 1982 recibió el Premio Fraternidad, otorgado por la filial uruguaya de B'nai B'rith.

## Obras
- 1954: Poemas. (Cuadernillo de 16 páginas)
- 1955: Humo. Santa Fe, Argentina: Dalton Hnos, SRL.
- 1959: Druida. Caracas, Venezuela: Lírica Hispana.
- 1965: Historial de las violetas. Montevideo, Uruguay: Aquí Poesía.
- 1968: Magnolia.  Caracas, Venezuela: Lírica Hispana.
- 1971: La guerra de los huertos. Montevideo, Uruguay: Arca.
- 1971: Los papeles salvajes. Montevideo, Uruguay: Arca.
- 1975: Está en llamas el jardín natal. Montevideo, Uruguay: Arca.
- 1979: Clavel y tenebrario. Montevideo, Uruguay: Arca.
- 1981: La liebre de marzo. Montevideo, Uruguay: Cal y canto.
- 1985: Mesa de esmeralda. Montevideo, Uruguay: Arca.
- 1987: La falena. Montevideo, Uruguay: Arca.
- 1989: Los papeles salvajes, primer tomo (recopilación de sus poemas). Montevideo, Uruguay: Arca.
- 1989: Membrillo de Lusana.  Aparece por primera vez en Los papeles salvajes tomo II (Arca, 1991).
- 1991: Los papeles salvajes, segundo tomo (recopilación de sus poemas). Montevideo, Uruguay: Arca.
- 1993: Misales, relatos eróticos. Santiago, Chile: Libros del Ciudadano LOM.
- 1997: Camino de las pedrerías, relatos eróticos. Montevideo, Uruguay: Planeta, Biblioteca del sur.
- 1999: Reina Amelia (novela). Buenos Aires: Adriana Hidalgo.
- 2000: Diamelas a Clementina Médici, poema-río.
- 2000: Los papeles salvajes, primer tomo. Buenos Aires: Adriana Hidalgo.
- 2000: Los papeles salvajes, segundo tomo. Buenos Aires: Adriana Hidalgo.
- 2003: Rosa mística poemas. Buenos Aires: Adriana Hidalgo.
- 2004: Pasajes de un memorial al abuelo Toscano Eugenio Médici poemas. Aparece por primera vez en Los papeles salvajes (2008, Adriana Hidalgo)
- 2005: Misales. Buenos Aires: editorial El Cuenco de Plata.
- 2005: La flor de lis. (Incluye el CD "Diadema"). Buenos Aires: editorial El Cuenco de Plata.[13]
- 2006: Camino de las pedrerías, relatos eróticos. Buenos Aires: editorial El Cuenco de Plata.
- 2008: Los papeles salvajes (Edición definitiva de la obra poética reunida). Incluye textos inéditos. Buenos Aires: Adriana Hidalgo
- 2010: Rosa mística poemas. Buenos Aires: editorial El Cuenco de Plata.
- 2010: El gran ratón dorado, el gran ratón de lilas (relatos eróticos completos). Buenos Aires: editorial El Cuenco de Plata.
- 2010: No develarás el misterio, (entrevistas). Buenos Aires: editorial El Cuenco de Plata.
- 2013: Los papeles salvajes (Edición definitiva de la obra poética reunida). Incluye textos inéditos. 3° edición  Buenos Aires: Adriana Hidalgo
- 2017: La flor de lis. (5° edición sin CD). Buenos Aires: editorial El Cuenco de Plata.
- 2017: Otras vidas. (Biografías y testimonios). Buenos Aires: Adriana Hidalgo[14]
- 2018: Los papeles salvajes (Edición definitiva de la obra poética reunida). 4ª edición  Buenos Aires: Adriana Hidalgo
- 2021: Los papeles salvajes (Quinta edición de la obra poética reunida). Buenos Aires: Adriana Hidalgo editora.

## Discografía
- 1994: Recital Diadema (Casete Ayuí / Tacuabé A/M 32K. Reedición en CD A/M32CD)